# Cantone di Salinas
Il cantone di Salinas è un cantone dell'Ecuador che si trova nella provincia di Santa Elena.
Il capoluogo del cantone è Salinas, divenuto un importante centro turistico grazie alle sue spiagge e ai numerosi locali di vita notturna che si affacciano sul lungomare, a pochi passi dalla spiaggia.
Del cantone fanno parte anche le cittadine di  Muey e  Anconcito.